# Conospermum glumaceum
Conospermum glumaceum är en tvåhjärtbladig växtart som beskrevs av John Lindley. Conospermum glumaceum ingår i släktet Conospermum och familjen Proteaceae. Inga underarter finns listade i Catalogue of Life.